# 格賴恩德勒 (澳大利亞國會選區)
格賴恩德勒選區（英語：Division of Grayndler）是澳大利亞新南威爾士州的下議院選區，位於該州首府悉尼市中心以西。面積32平方公里。
選區始於1949年，紀念州議員、澳洲工人工會總書記愛德華·格賴恩德勒。是工黨的安全選區。自1996年起當區議員是安東尼·艾班尼斯，其於2013年擔任副總理、於2019年起擔任工黨（反對黨）領袖并于2022年成为第31任澳大利亚总理。